# Municipio de Logan (condado de Clay, Iowa)
El municipio de Logan (en inglés: Logan Township) es un municipio ubicado en el condado de Clay en el estado estadounidense de Iowa. En el año 2010 tenía una población de 156 habitantes y una densidad poblacional de 1,65 personas por km².

## Geografía
El municipio de Logan se encuentra ubicado en las coordenadas 43°2′40″N 94°58′4″O / 43.04444, -94.96778. Según la Oficina del Censo de los Estados Unidos, el municipio tiene una superficie total de 94.68 km², de la cual 94,11 km² corresponden a tierra firme y (0,61 %) 0,58 km² es agua.

## Demografía
Según el censo de 2010, había 156 personas residiendo en el municipio de Logan. La densidad de población era de 1,65 hab./km². De los 156 habitantes, el municipio de Logan estaba compuesto por el 100 % blancos. Del total de la población el 0 % eran hispanos o latinos de cualquier raza.